# Pellenes lagrecai
Pellenes lagrecai är en spindelart som beskrevs av Cantarella, Alicata 2002. Pellenes lagrecai ingår i släktet Pellenes och familjen hoppspindlar. Inga underarter finns listade i Catalogue of Life.